# Aphantaulax zonata
Aphantaulax zonata là một loài nhện trong họ Gnaphosidae. Loài này săn mồi ban đêm trong khi ban ngày thì ẩn mình dưới các tảng đá và lá cây. Cơ thể chúng có hình oval, hẹp và chỉa về phia sau.
Loài này thuộc chi Aphantaulax. Aphantaulax zonata được Tord Tamerlan Teodor Thorell miêu tả năm 1895.